# Ramón Herrera Cruzat
Ramón Herrera y Cruzat Navarro y Vela, más conocido como Ramón Herrera (Villanueva de los Infantes, Ciudad Real, 1757 – Cádiz, 27 de febrero de 1839), fue un marino y militar español que llegó a ser Jefe de Escuadra en 1830. 
Su hermano Tomás Herrera fue teniente de navío de la Real Armada y fue también caballero de la Orden de Calatrava.

## Juventud
Con quince años se le otorgó Carta-Orden de ingreso en la Compañía de Guardiamarinas del Departamento de Cádiz, sentando plaza el día diez de octubre del año de 1770. Al pasar los exámenes se le destinó a servicios de mar, para realizar las prácticas, por ello se le ordenó embarcar en el navío San Rafael el día doce de marzo del año de 1774, pasando con él al Arsenal de Cartagena, donde se le dio la orden de trasbordar al San Genaro, pasando a cruzar entre Génova y Nápoles. Al regresar de esta comisión se le trasbordó a la fragata Dorotea, con la que asistió al socorro de Melilla, donde se le dio la responsabilidad de ir desembarcando con los botes los víveres y pertrechos de guerra. Con el mismo buque perteneciente a la escuadra del general Castejón, paso al bombardeo de Argel, donde de nuevo se le dio el mando de los botes, para llevar a término el desembarcó, así como el reembarque de las tropas, arribando a Alicante y siendo desembarcado por enfermo el día veintiuno de agosto del año de 1775, donde se encontró con su despacho de alférez de navío con fecha del mes de diciembre del año de 1774.
Pasó una buena temporada en el hospital y luego para terminar de restablecerse pasó a su casa, incorporándose de nuevo el día siete de febrero del año de 1776, siendo destinado a la fragata Luisa, la cual fue comisionada para apresar al embajador turco que venía de Constantinopla, lo que se consiguió hacer en la isla de Galita. Se unió a una división compuesta por el navío San Dámaso y la fragata Carmen más la Luisa se dedicaron al corso cruzando constantemente entre las islas de Malta y Sicilia, consiguiendo hacer algunas presas, hasta que la división arribó al Arsenal de Cartagena donde desembarcó por haber sido nombrado ayudante del comandante general de éste Departamento. Se le ascendió con fecha del día seis de diciembre del año de 1776, al grado de alférez de navío y con fecha del cinco de marzo de 1777 recibió la orden de embarque en el navío San Rafael, que lo transportó al Arsenal de Cádiz, con el destino de Ayudante en la Compañía de Guardiamarinas de ese Departamento.

## Guerra de la Emancipación Americana
Con fecha del día veintitrés de mayo del año de 1778, se le ordenó embarcar en el navío San Miguel, permaneciendo en él hasta recibir la nueva orden de fecha del día siete de marzo del año de 1779, en que trasbordó a la fragata Esmeralda, con la que realizó el viaje al Arsenal del Ferrol, donde se unió a la recién creada Compañía de Guardiamarinas de ese Departamento, siendo ascendido con fecha del día catorce de mayo a teniente de fragata. Hasta el día quince de marzo, que recibió la orden de embarcar en la fragata La Graña, que estaba incorporada a la escuadra del general don Luis de Córdova, que junto a la francesa del Conde de D’Orvilliers, realizó la campaña naval del Canal, arribando al puerto de Brest donde recibió la orden del día catorce de enero del año de 1780 de trasbordar al navío Vencedor, con el que regresó a Ferrol. A su arribada pasó inmediatamente al navío San Vicente, formando parte de la escuadra del general don Luis de Córdova y apresando un rico convoy inglés de 55 velas, incluyendo 5 fragatas Indiamanes que posteriormente pasarían todas a la Real Armada, arribando a la bahía de Cádiz. Recibió la orden del día cinco de abril del año de 1781 de trasbordar al navío San Pascual, que a las órdenes del general don Buenaventura Moreno participó en la toma de la isla y fuertes de Mahón, reconquistando Menorca para la Corona española.
Con fecha del día dieciséis de abril del año de 1782, recibió la orden de trasbordar al navío Terrible, participando con el bote del buque en el socorro de las baterías flotantes que llevaron a cabo el bombardeo del gran sitio de Gibraltar y de tan mal recuerdo, pero por una desafortunada maniobra y al atacar los enemigos fue hecho prisionero, pero como buen oficial bajo su palabra de honor lo dejaron en libertad en el Departamento. Por su gran valor demostrado en esta infausta ocasión se le ascendió con fecha del día veintiuno de diciembre del mismo año a teniente de navío.

## Argel y Antedecentes de Trafalgar
El día uno de abril del año de 1783, se le ordenó embarcar en el jabeque San Sebastián, con el que viajó hasta el Arsenal de Cartagena, quedando incorporado el buque a las órdenes del general don Antonio Barceló, yendo en la expedición que efectuó el primer bombardeo de Argel, participando en ocho de los nueve que se realizaron en esta ocasión. El día dieciocho de enero del año de 1784, recibió la orden de trasbordar al jabeque Catalán, como oficial de órdenes del capitán de navío don Federico Gravina, permaneciendo en este puesto hasta el día dieciocho de febrero del año de 1785.
En el mes de mayo de este año, se le otorgó el mando del jabeque Catalán, en el que permaneció hasta el día catorce de abril del año de 1786, en que se le otorgó el mando del bergantín Infante, permaneciendo a su mando hasta el día veinte de abril del año de 1787, realizando con ellos la misiones típicas de estos buques, que no era otra que efectuar el corso contra la piratería berberisca. Pasó embarcado al navío San Antonio, que estaba incorporado a la escuadra del general don José de Córdova, con la que realizó varias salidas y arribadas, sobre todo una serie de pruebas de ejecución de evoluciones de la escuadra. Con fecha del día diecisiete de enero del año de 1792, se le ascendió a capitán de fragata y el día seis de marzo, se le destinó como segundo Comandante de la Compañía de Guardiamarinas de Ferrol. Hasta que con fecha del día dieciocho de septiembre del año de 1793, se le ordenó embarcar en el navío Serio, con el que viajó hasta la bahía de Cádiz, quedando asignado a la escuadra del general don Juan de Lángara, con la que zarpó con rumbo a Barcelona y después a Rosas y que ocupó Tolon junto a la escuadra del almirante Hood, regresando al Arsenal de Cartagena donde quedó desembarcado por ser desarmado el navío el día dieciocho de septiembre del año de 1794.

## Campaña de Trafalgar
Con fecha del día diecinueve de febrero del año de 1795, se le otorga el mando de la fragata Venus, permaneciendo en la escuadra del Mediterráneo con base en Cartagena y realizando cruceros a Mahón, con el fin de dejar el tráfico mercante libre de corsarios. Al poco tiempo, se le otorgó el mando de la fragata Casilda, con la que en unión de una división de ellas al mando de capitán de navío O’Neille, se mantuvo en las mismas aguas, estando presente en el combate que se mantuvo entre ellas y un navío británico, que al fin apresó a la Dorotea. Se mantuvo en este mando hasta el día veinticinco de agosto del año de 1798, permaneciendo desembarcado en el mismo Arsenal de Cartagena, hasta el día veintidós de enero de 1802, recibiendo orden con fecha del día cinco de julio por la que se le entregaba el mando de la fragata Liebre, con la que volvió a hacerse a la mar en busca de corsarios, regresando al Arsenal el día dos de mayo de 1803, en que por orden superior su fragata pasaba a desarme, quedando de nuevo desembarcado.
En el mismo año con fecha del día catorce de septiembre, se le nombró segundo comandante del navío Santa Ana, en el que permaneció hasta el dieciséis de febrero de 1805, recibiendo orden de pasar como tercer comandante del navío Santísima Trinidad con fecha del día dieciséis de febrero del mismo año. Pero permaneció poco tiempo, ya que el general don Federico Gravina lo reclamó para pasar a su buque insignia el navío Príncipe de Asturias con el mismo cargo, por lo que el día veinte de octubre de ese año zarpó para enfrentarse con la escuadra combinada a las órdenes del almirante francés Villeneuve, contra la británica del almirante Nelson en el combate naval de Trafalgar siendo el día veintiuno de octubre del año de 1805.
El navío quedó mocho en el combate y a remolque de la fragata francesa Tethis retornó a la bahía de Cádiz, Herrera herido tuvo que permanecer hasta recuperarse, al igual que casi todos y se encontró al ser conocedor don Carlos IV de la heroicidad de todos en tan infausto día, con el ascenso a capitán de navío con fecha del día nueve de noviembre del mismo año. Mientras se trabajó con los buques que habían retornado y entre ellos se encontraba ya dispuesto a hacerse a la mar el magnífico Montañés del cual se le otorgó el mando. En su cubierta había muerto su anterior comandante don Francisco Alsedo. Permaneció a su mando hasta que se dio cuenta de que la vista le fallaba, por lo que elevó escrito a la superioridad y se le concedió el quedar desembarcado. Al mismo tiempo, con fecha del día catorce de marzo siguiente, se le dio un permiso para viajar a Madrid, para consultar con los médicos a ver si su problema tenía solución, pero no se le encontró la forma, por lo que regresó a Cádiz el día catorce de septiembre.

## Últimos años de vida
Con fecha del día treinta de mayo del año de 1815, se le ascendió al grado de brigadier, siguiendo en sus servicios en el Departamento como hasta entonces, hasta que el día veintitrés de junio del año de 1825, se le pasó al servicio pasivo de la Real Armada. Por sus años de servicio elevó escrito para ser jubilado y ascendido, pero con fecha del día treinta y uno de diciembre, por la Real Orden del día treinta y uno de diciembre del año de 1825 se le deniega su justa petición, quedando a la espera de nuevas órdenes, la cual se produce el día cuatro de febrero del año de 1827, por el que se le entrega el mando de Comandante del Tercio Naval de Cádiz, hasta que por otra Real Orden de fecha del día treinta de octubre del año de 1830 se le asciende a jefe de escuadra. Como ya llevaba tantos años en la ciudad de Cádiz, estaba residenciado en ella y no recibiendo nuevas órdenes, se le destinó al mismo Arsenal en el que permaneció hasta sobrevenirle el óbito el día veintisiete de febrero del año de 1839, a la edad de ochenta y cuatro años, continuando en sus servicios a su Rey y a España hasta el último día de su vida, por lo que cumplió los sesenta y nueve años de servicios continuos. Ya en la época de oficial subordinado, había profesado como Caballero de la Orden de Calatrava. 
Entre otras condecoraciones estaba en posesión de la Gran Cruz de la Orden de San Hermenegildo.